# Peter Jeromin

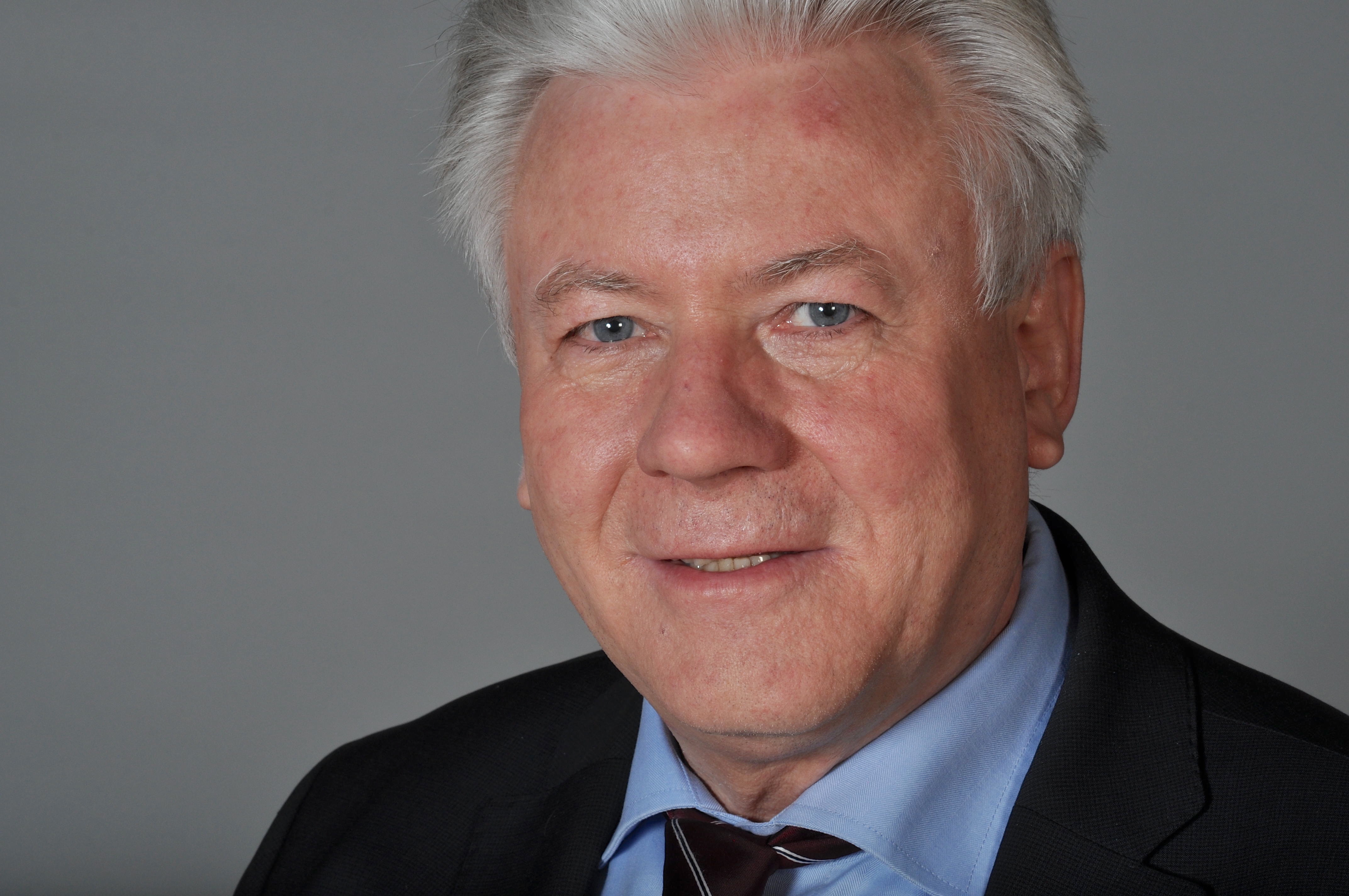
Peter Jeromin (2013)

Peter Jeromin (* 22. Mai 1949 in Homburg) war Direktor des Landtages Nordrhein-Westfalen.

## Leben
Nach dem Abitur 1968 und dem Wehrdienst von 1968 bis 1969 studierte Peter Jeromin von 1969 bis 1973 Volks- und Betriebswirtschaft an der Universität des Saarlandes in Saarbrücken. Das Studium schloss er als Diplom-Kaufmann ab. Im Anschluss absolvierte er von 1973 bis 1976 eine Ausbildung zum Wirtschaftsreferendar bei der Regierung des Saarlandes. Zusätzlich studierte er an der Verwaltungshochschule Speyer und legte 1976 das Assessorexamen ab.
Von 1976 bis 2000 arbeitete er im Ministerium für Arbeit, Gesundheit und Soziales des Landes Nordrhein-Westfalen. Zu seinen Tätigkeiten gehörten unter anderem die Leitung des Referats für Gesundheitspolitik, die Leitung des Planungsstabes des Ministeriums. Außerdem war er Persönlicher Referent des Ministers und zuletzt von 1992 bis 2000 Ministerialdirigent und Leiter der Abteilung Sozialpolitik.
Vom 11. September 2000 bis 13. März 2015 war er Direktor beim Landtag Nordrhein-Westfalen unter den Landtagspräsidenten Ulrich Schmidt (SPD), Regina van Dinther (CDU), Eckhard Uhlenberg (CDU) und Carina Gödecke (SPD). Seine Nachfolgerin wurde Dorothee Zwiffelhoffer.

## Ehrenamtliche Funktionen
Jeromin ist Mitglied des Landesvorstandes des Sozialverbandes VdK Nordrhein-Westfalen e.V. und Mitglied des geschäftsführenden Vorstandes des Landesverbandes NRW der DMSG.